# Réseau ferré de France
Réseau ferré de France (RFF) byl francouzský státní podnik, který byl od svého vzniku v roce 1997 provozovatelem železniční sítě ve Francii. Společnost byla podřízena francouzskému ministerstvu dopravy a sídlila v Paříži na Avenue de France č. 92 ve 13. obvodu.

## Historie
Původně spadala správa dopravních cest pod státní společnost SNCF, která provozuje vlakovou dopravu. Poté, co Evropská komise nařídila oddělení sítě a dopravy, byla v roce 1997 vytvořena RFF. Firma převzala správu, výstavbu, údržbu a řízení francouzské národní železniční sítě. Zároveň s tím však na ni byly ze SNCF předeveny i veškeré finanční závazky. SNCF má státem zaručený exkluzivní přístup na železniční síť, má však za úkol provozovat ziskovou obchodní činnost. SNCF pak platila za využití železnice poplatky RFF a zůstala i nadále odpovědná za komerční využití nádraží.

## Činnost
RFF spravovala přibližně 29 000 kilometrů francouzské železniční sítě s více než 108 000 ha pozemků železničního prostoru ve zhruba 10 000 francouzských obcích. 
Obrat RFF v roce 2009 činil 3,3 miliardy €, schodek byl ve stejném roce 27,8 miliardy €.